# Mitch Miller
Mitch Miller (Rochester (New York), 4 juli 1911 – New York, 31 juli 2010) was een Amerikaans orkestleider, zanger, platenproducent en klassiek geschoold hoboïst. Hij was een van de invloedrijkste figuren van de Amerikaanse popmuziek in de jaren vijftig en begin jaren zestig. Miller was zowel hoofd A&R bij Columbia Records als bestverkopende artiest.

## Opleiding en begin carrière
Miller werd geboren in een joodse familie en kreeg zijn muzikale opleiding aan de Eastman School of Music, een conservatorium in Rochester, waar hij hobo en althobo studeerde. In de jaren dertig en veertig onderhield hij zichzelf als sessiemuzikant bij George Gershwin en zijn orkest. Hij werkte mee aan The Voice of Frank Sinatra, het eerste studioalbum van Frank Sinatra en met bebop-pioneer Charlie Parker. Hij was lid van het Alec Wilder octet eind jaren dertig en speelde in het CBS-huisorkest bij de radio-uitzending van Orson Welles' The War of the Worlds. Later nam hij De zwaan van Tuonela van Sibelius onder leiding van Leopold Stokowski bij RCA op en een hoboconcert van Mozart bij Columbia Records.

## Miller als A&R-man
Miller was eind jaren veertig hoofd van de afdeling A&R bij Mercury Records en begon in 1950 in dezelfde functie bij Columbia Records. Dit is een zeer invloedrijke functie binnen een platenmaatschappij omdat de A&R-functionaris beslist welke musici en songs worden opgenomen en gepromoot voor dat specifieke label. Zo trok hij begin jaren zestig voor Columbia veel grote namen uit de popwereld aan, zoals Tony Bennett, Jim Boyd, Ray Conniff, Percy Faith, Frankie Laine, Johnny Mathis, Guy Mitchell en Johnnie Ray. Tevens stimuleerde hij de carrières van artiesten die al bij dit label zongen, zoals die van Doris Day, Dinah Shore en Jo Stafford.

## Miller als artiest
In het begin van de jaren vijftig nam hij met het huisorkest van Columbia, onder de naam "Mitchell Miller and His Orchestra", diverse platen op. Ook nam hij vanaf 1950 een reeks albums en singles van eigen arrangementen op met een mannenkoor onder de naam Miller and the Gang.
In 1961 maakte hij twee koorstukken op de titelmuziek van Dimitri Tiomkins The Guns of Navarone. In 1965 zong hij de Major Dundee March.
In 1987 dirigeerde hij het London Symphony Orchestra met pianist David Golub bij de opnamen van Gershwins An American in Paris, Rhapsody in Blue en Concerto in F, die zeer goed werden ontvangen.
Zijn muziek valt in de categorie easy listening.

## Sing Along with Mitch
Van 1961 tot en met 1964 presenteerde hij een televisieprogramma onder de naam Sing Along with Mitch. Hierin werden de kijkers uitgenodigd mee te zingen, de tekst werd op het scherm geprojecteerd en door middel van een stuiterend balletje werd aangegeven wanneer de tekst meegezongen kon worden, zodat men in de maat bleef. De show was een groot succes, maar stopte op het hoogtepunt. De show trok steeds meer volwassenen, waardoor het voor de adverteerders niet meer zo interessant was, aangezien zij zich meer richtten op een jong publiek.
Zangeres Leslie Uggams, pianist Dick Hyman en de zingende Quinto Sisters traden op in het programma. Een van de zangers uit Millers mannenkoor, Bob McGrath, maakte vervolgens een lange carrière als een van de acteurs in PBS' kindertelevisieshow Sesame Street.

## Bekende hits
- Tzena, Tzena, Tzena
- The Yellow Rose of Texas
- The River Kwai March
- Colonel Bogey March
- My bonnie lies over the ocean

## Prijs
In 2000 ontving Miller een Grammy Lifetime Achievement Award voor zijn hele oeuvre.

## Mitch Millers laatste jaren
Miller trad op het laatst van zijn leven nog regelmatig op als gastdirigent bij veel bekende orkesten. Hij woonde in New York, alwaar hij eind juli 2010 op 99-jarige leeftijd overleed.